# Patrício José Correia da Câmara, visconde de Pelotas
Patrício José Correia da Câmara, único barão e 1º visconde de Pelotas (Lisboa, 12 de outubro de 1744 — Rio Pardo, 28 de maio de 1827), foi um nobre e militar brasileiro.
Filho do desembargador Gaspar José Correia da Câmara e de Isabel Inácia de Bettencourt, naturais de Ponta Delgada, nasceu a bordo do navio com destino a Portugal, na viagem que fizeram seus pais a Lisboa, onde foi batizado católico. Foi casado com Joaquina Leocádia da Fontoura.
Sentou praça em Portugal, tendo servido na Índia portuguesa e depois no Estado do Brasil, uma colônia do império português, território onde chegou com o posto de capitão, tendo naturalizado-se brasileiro aquando da independência do Brasil (1822) do Reino Unido de Portugal, Brasil e Algarves (1815-1822) e da fundação do Império do Brasil (1822-1889). Nomeado tenente-coronel comandante da fronteira, em Rio Pardo, exerceu o cargo por mais de cinquenta anos. Participou das campanhas do Rio Grande do Sul em 1801, primeira campanha cisplatina e da Guerra contra Artigas, chegando ao posto de tenente-general.
Agraciado comendador da Imperial Ordem de São Bento de Avis. Era fidalgo cavaleiro da casa imperial brasileira e da casa real portuguesa, esta por alvará de 16 de novembro de 1808.
É avô do segundo visconde de Pelotas, José Antônio Correia da Câmara, do barão de São Nicolau, Leopoldo Augusto da Câmara Lima, e trisavô de Armando Pereira Correia da Câmara, professor, filósofo cristão e político brasileiro que foi senador e reitor da Universidade Federal do Rio Grande do Sul e da Pontifícia Universidade Católica do Rio Grande do Sul.

## Homenagens
Em Porto Alegre, Rio Grande do Sul existem a Rua Visconde de Pelotas e a escola estadual de ensino fundamental Visconde de Pelotas.
Em João Pessoa, Paraíba existe a avenida Visconde de Pelotas.
Em Caxias do Sul, Rio Grande do Sul, também existe a Rua Visconde de Pelotas.
Em Viamão, Rio Grande do Sul, também existe a Rua Visconde de Pelotas.
Em Santa Maria (Rio Grande do Sul), também existe a Rua Visconde de Pelotas.

Em São Gabriel, Rio Grande do Sul, existe a Rua General Câmara.